# تكيف ضد المفترسات
التكيف ضد المفترسين هو آليات تتطور عبر التطور لكي تساعد الفريسة في صراعها المستمر ضد المفترسات. تطورت عمليات التكيف في جميع أنحاء مملكة الحيوان من أجل كل مرحلة من مراحل هذا الصراع، وذلك بتجنب الاكتشاف، منع عن الهجمات، درء الهجوم، أو الهرب عند الوقوع يد المفترسات.
ينطوي الخط الدفاعي الأول على تجنب الاكتشاف، باستخدام آليات مثل التمويه، التنكر، الانتخاب المارق، العيش تحت الأرض، أو النشاط الليلي.
البديل عن ذلك أن تمنع الفرائس الهجمات، مستخدمة الإعلان عن وجود دفاعات قوية بإشارة منفرة، تقليد الحيوانات التي تمتلك مثل هذه الدفاعات، ترويع المهاجم، التلويح للمفترس بأم الأمر لا يستحق العناء، الإلهاء، استخدام هياكل دفاعية كالأشواك، وبالعيش في جماعات. يعيش أفراد الجماعات في خطر أقل من الافتراس. وعلى الرغم من زيادة وضوح الجماعة، فإن الخطر يقل من خلال تحسين اليقظة لدى الأفراد، إرباك المفترس، واحتمالية أن يهاجم المفترس فردا آخر. بعض أنواع الفرائس قادرة على درء هجوم المفترسات، سواء بالمواد الكيميائية، أو بالدفاع الجماعي، أو بلفظ مواد مؤذية. يمكن للكثير من الحيوانات أن تهرب بالجري سريعا، أو بسبق المهاجم أو بالتغلب عليه.
أخيرا، تستطيع بعض الأنواع أن تهرب لدى الإمساك بها بالتضحية ببعض أجزاء الجسم: يمكن لسرطان البحر التخلص من مخلب، بينما يمكن للسحالي إلقاء ذيولها، مما يلهي المفترسات لمدة تكفي لهروب الفريسة.

## تجنب الاكتشاف

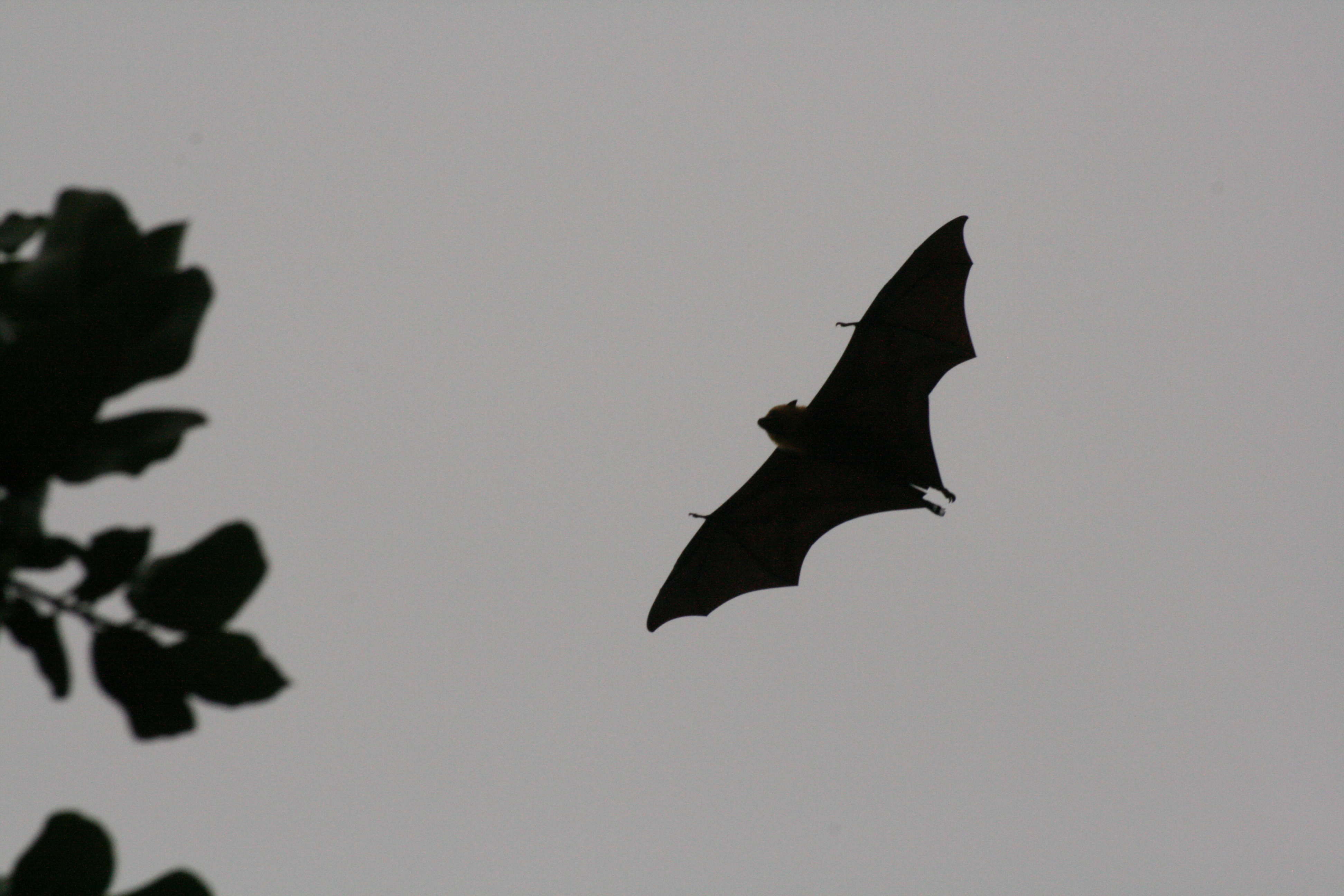
خفافيش الفاكهة تعتاش ليلا لتجنب المفترسات

### البقاء بعيدنا عن الأنظار
يمكن للحيوانات أن تتجنب افتراسها بالعيش بعيدنا عن أنظار المفترسات إما في كهوف، جحور، أو بالنشاط الليلي. النشاط الليلي هو سلوك حيواني يُعرف بالعيش أثناء الليل والنوم أثناء النهار. يطلق على هذا الشكل السلوكي الذي يتجنب الاكتشاف بالتخفي، وتستخدمه الحيوانات إما لتجنب الافتراس أو لتحسين اعتياش الفريسة. يعتبر خطر الافتراس منذ مدة طويلة محوريا في تشكيل القرارات السلوكية. فعلى سبيل المثال، يعتبر خطر الافتراس محوريا في تحديد وقت ظهور خفافيش صدى الصوت ليلا. فرغم أن الظهور في أوقات ساطعة أكثر يسمح بإيجاد الطعام بشكل أسهل، إلا أنه يؤدي إلى زيادة خطر الافتراس من قبل باز الخفاش وصقور الخفاش. الأمر الذي يؤدي إلى ظهور ليلي أمثل ويشكل حلا وسطا بين مطالب متعارضة.
يمكن ملاحظة تكيف ليلي آخر لدى الجرذان الكنغرية. فهي تعتاش في أماكن مفتوحة نسبيا، وتقلل من نشاطها خارج أعشاش جحورها عند بزوغ ضوء القمر. وأثناء اكتمال القمر، تقوم بتحويل نشاطها نحو مناطق ذات غطاء كثيف نسبيا للتعويض عن السطوع الإضافي.

### التمويه
يستخدم التمويه أي مزيج من المواد، الألوان، أو الإضاءة للتخفي ولجعل الكائن الحي صعب الكشف بالعين المجردة. ينتشر هذا الأسلوب لدى الحيوانات البرية والمائية. يمكن تحقيق التمويه بطرق عديدة، منها التشابه مع المحيط، التلوين المربك، إزالة الظل عن طريق التظليل العكسي أو الإضاءة العكسية، عمل ديكور ذاتي، السلوك الخفي، أو الأنماط المتغيرة للجلد وألوانه. تطورت حيوانات مثل السحلية ذات القرن والذيل المسطح الشمال أمريكية لكي تتخلص من ظلها وتمتزج مع الأرض. تتسطح أجسام هذه السحالي، وتنحف جوانبها نحو الحافة. يسمح شكل الجسد هذا، إلى جانب القشور البيضاء على جوانبها، للسحلية بأن تخفي ظلالها بفعالية. وبالإضافة إلى ذلك، تخفي هذه السحالي أي ظلال متبقية بضغط أجسامها نحو الأرض.
التمويه موضحا بواسطة سحلية ذات قرن وذيل مسطح، حيث يتخلص جسدها المسطح والمهدب بشكل مشوش من ظلها.

### التنكر
يمكن لبعض الحيوانات أن تتخفى عن الأنظار بالتنكر على هيئة شيء لا يؤكل. فعلى سبيل المثال، يقوم طائر البوتو الجنوب أمريكي عادة باعتلاء شجرة، ويتشبه بشكل مقنع بجذع مكسور من أحد الأفرع، بينما تقوم فراشة الكاليما بالتنكر في هيئة ورقة شجر ذابلة.

### الانتخاب المارق

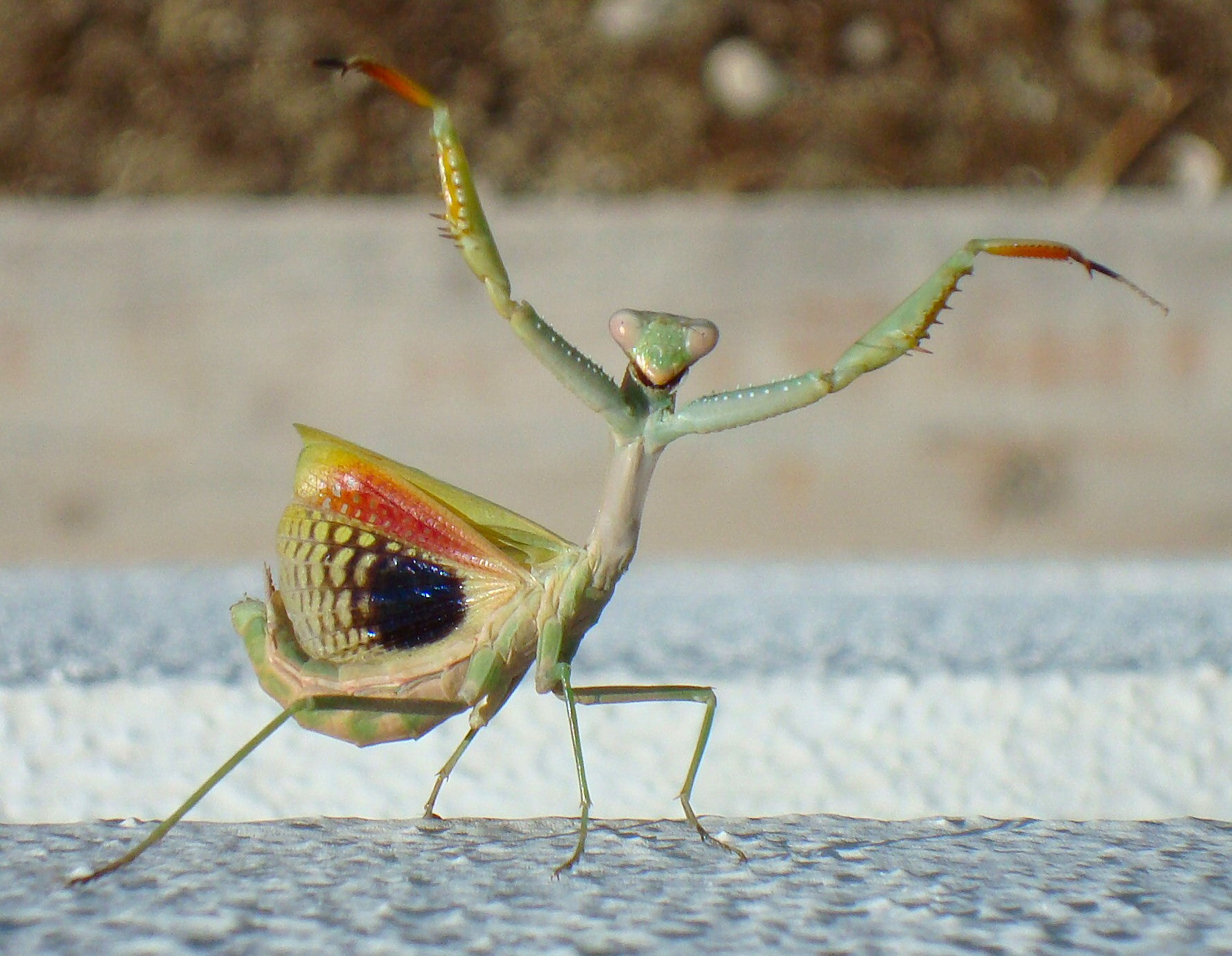
فرس نبي من منطقة البحر المتوسط يقوم بمحاولة لإفزاع مفترس بسلوك مخادع.

من الطرق الأخرى لتجنب الافتراس بعيدا عن الأنظار هو أن يبدو الحيوان مختلفا عن بقية أفراد نوعه. تنتقي المفترسات كطائر الباروس فرائسها من بين أنواع كثيرة من الحشرات، وتتجاهل الأنواع الأقل شيوعا من بين الموجود، فكأنها تبحث عن صور معينة للفريسة المرغوبة. يتسبب ذلك في خلق آلية انتخاب على أساس التواتر، أي انتخاب مارق.

## درء الهجوم

### إفزاع المفترس
تقوم العديد من الحيوانات ضعيفة الدفاع، كالعث، الفراشات، فرس النبي، الشبحيات، ورأسيات القدم كالأخطبوطيات، باستخدام أنماط تهديد أو القيام بسلوك مفزع، كان تقوم بإظهار بقعة عين واضحة لكي تخيف أو تشتت المفترس لحظيا، وبذلك تعطي لنفسها الفرصة للهرب. في غياب السموم وغيرها من الدفاعات، تكون هذه الطرق في جوهرها مخادعة، وذلك بالضد من الإشارات المنفرة التي تكون حقيقية.

### التظاهر بالموت
يعتبر التظاهر بالموت أو التموُّت من بين الإشارات الرادعة لمطاردة المفترسات. التموُّت شكل من أشكال الخداع التي يحاكي فيها الحيوان جسده الميت، ويتظاهر بالموت يتجنب افتراسه من مفترسات تبحث عن فرائس حية. يمكن أن تستخدم المفترسات نفسها أيضا التموُّت لاجتذاب فريسة إليها.[19] من أمثلة الحيوانات التي تقوم بذلك، الأيل أبيض الذيل، حيث يقل معدل ضربات قلبه لدى اقتراب المفترسات منه. وهذه الاستجابة، التي تعرف بـ «منبه تباطؤ القلب»، تتسبب في انخفاض معدل ضربات قلب الأيل من 155 إلى 38 ضربة في الدقيقة في زمن ضربة قلب واحدة. يمكن لهذا الانخفاض أن يستمر لدقيقتين، مما يتسبب في تضاؤل معدل التنفس وانخفاض معدل الحركة، فيما يعرف بالجمود المُقرَّر. والجمود المقرر انعكاس لاستجابة تتسبب في أن يدخل الأيل إلى حالة جسدية خافتتة تحاكي وضع الجيفة الميتة. وعندما يكتشف المفترس الأيل، فإنه يفقد اهتمامه بالفريسة الميتة. يمكن لأعراض أخرى لتباطؤ القلب، مثل الريالة، التبول، والتغوط أيضا أن تُفقد المفترس اهتمامه.